# Jack Simes
John Weston „Jackie” Simes III (ur. 20 listopada 1942 w Harrington Park) – amerykański kolarz torowy i szosowy, srebrny medalista torowych mistrzostw świata.

## Kariera
W 1960 roku Jack Simes wystartował na igrzyskach olimpijskich w Rzymie, odpadając w eliminacjach sprintu indywidualnego, takim samym rezultatem zakończył się jego start na igrzyskach w Tokio w 1964 roku. Na igrzyskach panamerykańskich w Winnipeg 1967 roku zdobył srebrny medal w wyścigu na 1 km, przegrywając tylko z reprezentantem Trynidadu i Tobago Rogerem Gibbonem. Swój drugi i ostatni medal na międzynarodowej imprezie zdobył podczas torowych mistrzostw świata w Rzymie w 1968 roku, gdzie także był drugi w wyścigu na 1 km, ulegając jedynie Duńczykowi Nielsowi Fredborgowi. W tym samym roku brał również udział w igrzyskach olimpijskich w Meksyku, gdzie w swej koronnej konkurencji był dwunasty, a w sprincie indywidualnym rywalizację zakończył w eliminacjach. Zdobył trzy tytuły mistrza kraju w kolarstwie torowym oraz jeden w kolarstwie szosowym. Startował także w wyścigach szosowych – jego największe osiągnięcia to zwycięstwo w kryterium Tour of Somerville w latach 1967 i 1969.